# 小花八角
小花八角（学名：Illicium micranthum）为八角茴香科八角属的植物，是中国的特有植物。分布在中国大陆的贵州、湖北、四川、广东、湖南、广西、云南等地，生长于海拔500米至2,600米的地区，一般生长在混交林内、灌丛、山涧、山谷疏林、密林中和峡谷溪边，目前尚未由人工引种栽培。